# Макбрайд, Ангус
Ангус Макбрайд (англ. Angus McBride; 11 мая 1931, Лондон — 15 мая 2007, Уотерфорд, Манстер) — британский художник-иллюстратор на историческую и фэнтезийную тематику.

## Ранние годы
Ангус родился в Лондоне, в семье шотландских хайлендерских горцев. Его мать умерла, когда ему было пять, а его отец погиб во Второй мировой войне, когда ему исполнилось двенадцать. Начальное образование будущий художник получил в приходской школе при Кентерберийском соборе. Он отслужил в армии королевским стрелком, а после демобилизации устроился рекламным художником.

## Карьера
В послевоенные годы, из-за плохого экономического положения Великобритании, продолжавшегося после окончания Второй Мировой войны, Ангус решил переехать в ЮАР, в Кейптаун. Там он стал хорошо известным и достаточно успешным художником. Вскоре небольшой размер издательского рынка ЮАР стал тесен для Макбрайда, и в 1961 году он переехал обратно в Великобританию. Там он стал сотрудничать с научно-популярными и образовательными журналами, такими как Finding Out, Look and Learn, World of Wonder и Bible Story. В 1975 году он начал работать с Osprey Publishing, где иллюстрировал популярную серию книг Men-at-Arms.
Из-за очередного ухудшения экономики Великобритании в 1970-е годы Макбрайд переехал со своей семьёй обратно в Кейптаун, и продолжил работать с английскими и американскими издательствами. В это время он создаёт реалистичные исторически достоверные иллюстрации для Osprey Publishing и для других военно-исторических издательств (Concord publications и другие). Среди любителей фэнтези он уже был известен иллюстрациями для игры Middle-earth Role Playing от издательства Iron Crown Enterprises.
Ангус, в основном, использовал гуашь, хотя ряд его картин выполнен маслом. Он делал большое количество детальных набросков прежде чем приступить к работе над чистовым рисунком.
Художник умер 15 мая 2007 года в Ирландии от сердечного приступа.

## Иллюстрации
К книжным сериям Osprey:
- Men-at-Arms (1977—2007)
- Elite
- General Military
- Warrior
- Campaign

Для Iron Crown Enterprises:
- Middle-earth Role Playing
- Rolemaster
- Middle-earth Collectible Card Game

Для Ladybird Books:
- Dracula (1984)
- The Mummy (1985)